# Miu Hirano
Miu Hirano (平野 美宇, Hirano Miu) (Numazu, 14 de abril de 2000) é uma mesatenista japonesa.
Em 2016, com apenas 16 anos, ela se tornou a atleta mais jovem na história do tênis de mesa a conquistar Copa do Mundo da modalidade. Além disso, ela se tornou a primeira atleta não-chinesa a conquistar o torneio. Nos Jogos Olímpicos de Verão de 2024, em Paris, conquistou a medalha de prata na disputa de equipes femininas, ao lado de Miwa Harimoto e Hina Hayata.